# Giovanni Palatucci
Giovanni Palatucci (31. května 1909, Montella - 10. února 1945, Dachau) byl italský právník, policista a bojovník proti nacismu, který jako velitel policie ve Fiume za druhé světové války zachránil tisíce Židů před deportací do vyhlazovacích táborů. Zemřel v koncentrační táboře v Dachau. V roce 1990 jej Jad Vašem prohlásil spravedlivým mezi národy. Katolická církev otevřela v roce 2002 proces jeho blahořečení.

## Život a kariéra
Giovanni Palatucci se narodil v městečku Montella v provincii Avellino v Kampánii Felicemu a Angelině Palatucciovým. Rod Palatucciů tradičně silně inklinoval ke katolické víře, mezi Giovanniho příbuznými byla celá řada významných postav římskokatolické církve. On sám se této tradici nijak nevymykal a byl hluboce zbožným katolíkem. Byl velmi nadaný a schopný student, vystudoval práva na Turínské univerzitě (promoval v roce 1932). Po čtyřech letech právnické praxe vstoupil do služeb policie v Janově a o rok později byl přidělen do města Fiume (dnes Rijeka v Chorvatsku). Zde se stal rychle nejprve šéfem cizineckého oddělení, v roce 1938 pak šéfem policie.

## Boj proti holokaustu
Když Itálie v roce 1938 vyhlásila přes odpor katolické církve rasové zákony proti Židům, rozhodl se jim Palatucci pomoci, neboť pronásledování Židů odmítal jak z lidských, tak náboženských důvodů. Italská protižidovská politika sice neplánovala vyhlazování Židů, nicméně bylo zde riziko vydávání Židů do Německa, zejména pak pokud šlo o židovské uprchlíky z cizích zemí, jakož i možnost, že si Němci likvidaci či vydávání italských Židů vynutí.
Palatucci dospěl k závěru, že mají-li být Židé v bezpečí, musí prostě z Fiume zmizet. Rozhodl se tedy, že většinu nechá „úředně deportovat“, oficiálně do Německa, ve skutečnosti ale do střední a jižní Itálie, do internačních táborů, nad nimiž budou držet ochrannou ruku jeho strýcové Giuseppe (minorita a biskup Campagna) a částečně i Alfonso (provinciál františkánského řádu v Apulii, jeho podíl byl menší, protože disponoval podstatně menším finančním zázemím).
Palatucci velmi obratně působil tak, aby na nezasvěcené úředníky, před nimiž nemohl akci utajit, udělal dojem, že jde o regulérní deportace, většina z nich se ovšem nikde neevidovala a deportovaní dostávali falešné doklady, takže v internačních táborech už byli přijímáni jako nežidé. Faktický výsledek byl ten, že Židé končili v bezpečnějších oblastech, zcela mimo evidenci úřadů. O tom, kde vlastně jsou, věděli pouze Palatucciové a několik jejich nejbližších spolupracovníků. Projekt bezchybně fungoval a Židé se v těchto táborech dočkali osvobození od spojeneckých armád. Jedinou vážnou komplikací byly finance - podpora táborů pro tisíce uprchlíků přivedla diecézi i františkánskou provincii na pokraj krachu, prostředky se ale nakonec podařilo sehnat, část z nich poskytl papež Pius XII.
Palatucci též začal shromažďovat na svém úřadu veškerou úřední evidenci o Židech ve Fiume a tamních uprchlických táborech, oficiálně kvůli jejímu prostudování a aby byla po ruce, až bude potřeba, ve skutečnosti ovšem většinu těchto dokumentů okamžitě ničil.
Palatucci si též dokázal minimálně do roku 1943 udržovat přehled o všech větších akcích proti Židům nejen ve Fiume, ale i v Jaderském moři, a pilně je sabotoval. V roce 1939 znemožnil plánované přepadení lodi s 800 židovskými uprchlíky, kterou nacističtí příznivci hodlali zastavit a vrátit do Třetí říše. Na jeho zásah skončili i tito uprchlíci v jižní Itálii v bezpečných táborech. Pravidelně informoval židovské představitele o plánovaných „lovech na Židy“, takže se skrývající členové jejich komunity měli vždy čas přemístit a ukrýt.
Když Itálie v roce 1943 kapitulovala, Fiume obsadili Němci. Palatucci zůstal hlavou místní policejní správy, ovšem ztratil většinu pravomocí. Patrně teprve nyní si nacisté a jejich kolaboranti uvědomili, že s Palutuccim „nebude něco v pořádku“: když jej požádali o dokumentaci týkající se Židů ve Fiume, dodal jim pouze zlomek předpokládaných dokumentů, který navíc obsahoval pouze údaje o židovských rodinách, které už dávno emigrovaly (všechny ostatní dokumenty již byly dávno zničeny). Židé, kterých mělo podle nacistů ve Fiume žít na 3500, nebyli většinou k nalezení, stejně jako většina Židů z uprchlických táborů.
Brzy se stalo veřejným tajemstvím, že zatčení policejního šéfa je pouze otázkou času. Švýcarský konzul v Terstu, blízký Palatucciho přítel, mu dal nevyplněné vízum a doporučil mu, ať urychleně zmizí do Švýcarska. Palatucci vízum přijal, nicméně dal je své snoubence (Židovce) a ve Fiume a v úřadu setrval. Pokračoval v zachraňování Židů a spolupracoval s hnutím odporu.
13. září 1944 byl Palatucci zatčen gestapem a krátce poté odsouzen k smrti „pro zradu a spiknutí“. Rozsudek byl posléze na nátlak jeho přátel a známých z vysokých vrstev italské společnosti a církevních a diplomatických kruhů změněn na deportaci do Dachau (provedena 22. října 1944), kde jako vězeň č. 117 826 později zemřel, podle některých zdrojů na podvýživu, podle jiných zastřelen dozorci.

## Odkaz a pocty

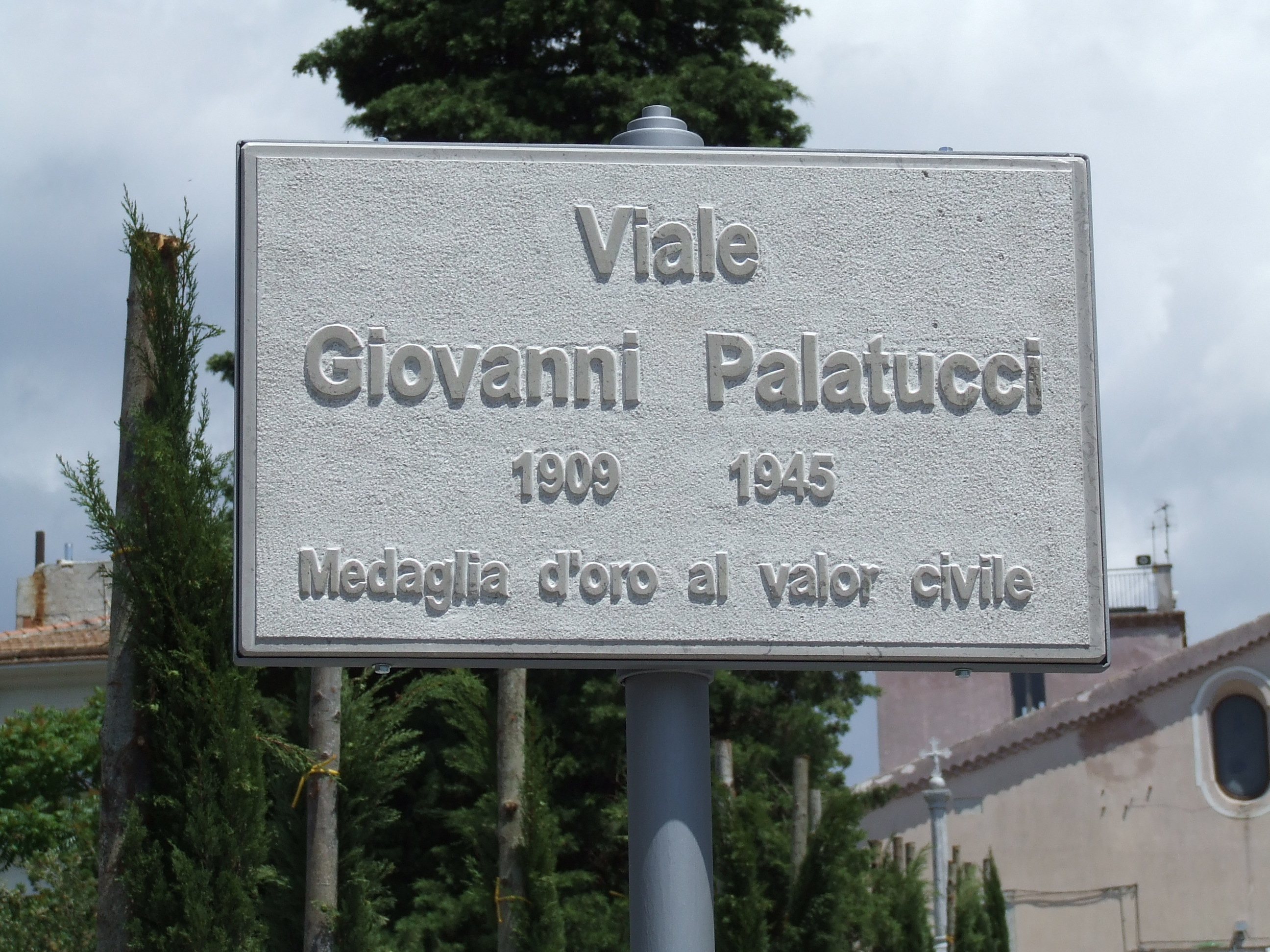
Palatucciho ulice v Caggianu.

Palatucci patří mezi nejúspěšnější zachránce Židů během holokaustu. Odhaduje se, že v průběhu svého sedmiletého úsilí zachránil podnik Palatucciů více než 5000 Židů. Protože však pracoval v přísném utajení a jeho hlavní architekt zemřel v Dachau, stal se známým poměrně pozdě. Izraelská komise Jad Vašem oficiálně vyhlásila Giovanniho Spravedlivým mezi národy v roce 1990. Římskokatolická církev otevřela v roce 2002 proces jeho blahořečení.
Bylo po něm pojmenováno několik ulic, náměstí a parků.
Amos Luzzatto, prezident Unie italských židovských společenství, se na adresu Palatucciho vyjádřil takto:
| „ | Byly zde dvě formy hrdinství. První, které vzešlo z neočekávaných potřeb a impulsů, a Palatucciho každodenní hrdinství, které bylo stále znovu a znovu opakováno a potvrzováno tváří v tvář jistotě smrtelného nebezpečí. Jako součást bezpečnostních struktur si policejní šéf musel být vědom rizika. Jednal s vědomím, že je na cestě k sebeobětování. Podle něj se vyplatilo dát svůj život i jen za jediného člověka. | “ |